# Kartorp
Kartorp är en ort i Ronneby kommun.
Orten var en del av den av SCB definierade och namnsatta småorten Kartorp och Rolstorp.